# 普罗梅里城堡

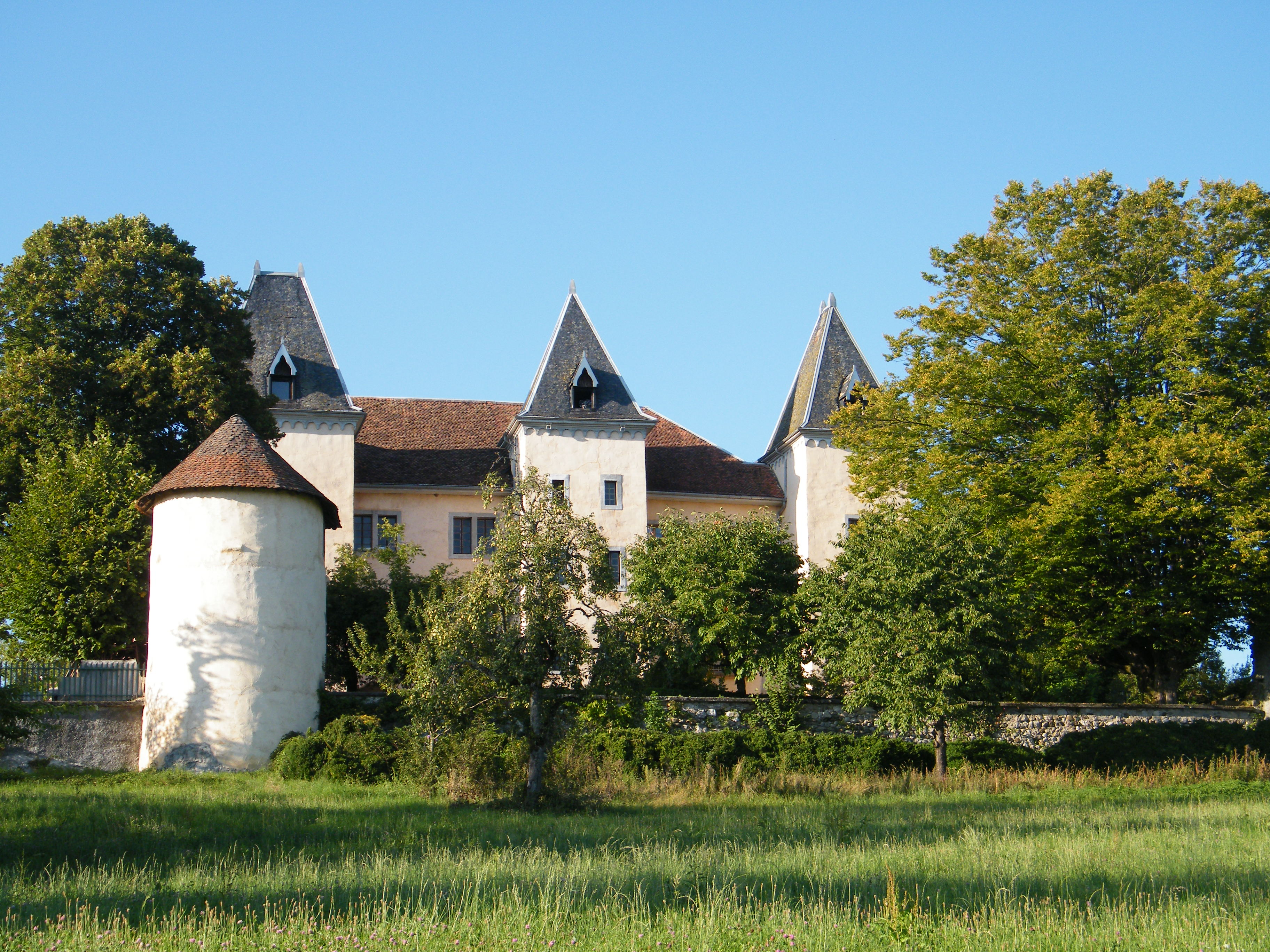

普罗梅里城堡（Château de Promery）是一座14世纪的城堡，位于法国东南部奥弗涅-罗讷-阿尔卑斯大区上萨瓦省阿讷西普兰日，普兰日镇东北1.5公里，距阿讷西7公里。

## 历史
法国大革命期间，拉格朗日侯爵外出流亡，让他的妻子独自留在城堡里。这座城堡被没收，1796年7月14日作为国家财产出售。.
自1951年以来，这座城堡的立面和屋顶部分已被列为法国历史遗迹。